# Алгамбра (Каліфорнія)
Алгамбра (англ. Alhambra) — місто (англ. city) в США, в окрузі Лос-Анджелес штату Каліфорнія. Населення — 82 868 осіб (2020).

## Географія
Алгамбра розташована за координатами 34°5′1″ пн. ш. 118°8′11″ зх. д. / 34.08361° пн. ш. 118.13639° зх. д. (34.083571, -118.136444).  За даними Бюро перепису населення США в 2010 році місто мало площу 19,77 км², з яких 19,76 км² — суходіл та 0,00 км² — водойми.
Алгамбра межує з Саут-Пасадіною на північному заході, з Сан-Марино на півночі, з Сан-Гейбріелем на сході, з містом Монтерей-Парк на півдні, а також з двома районами Лос-Анджелеса на заході.

## Демографія
Згідно з переписом 2010 року, у місті мешкало 83 089 осіб у 29 217 домогосподарствах у складі 20 594 родин. Густота населення становила 4204 особи/км².  Було 30915 помешкань (1564/км²).
Расовий склад населення:
| - 52,9 % — азіатів - 28,3 % — білих - 1,5 % — чорних або афроамериканців - 0,6 % — корінних американців - 0,1 % — вихідців з тихоокеанських островів - 13,0 % — осіб інших рас |

До двох чи більше рас належало 3,5 %. Частка іспаномовних становила 34,4 % від усіх жителів.
За віковим діапазоном населення розподілялося таким чином: 18,9 % — особи молодші 18 років, 66,8 % — особи у віці 18—64 років, 14,3 % — особи у віці 65 років та старші. Медіана віку мешканця становила 39,3 року. На 100 осіб жіночої статі у місті припадало 89,9 чоловіків;  на 100 жінок у віці від 18 років та старших — 86,4 чоловіків також старших 18 років.
Середній дохід на одне домашнє господарство  становив 70 631 долар США (медіана — 53 582), а середній дохід на одну сім'ю — 76 566 доларів (медіана — 58 333). Медіана доходів становила 42 869 доларів для чоловіків та 40 081 долар для жінок. За межею бідності перебувало 15,8 % осіб, у тому числі 17,5 % дітей у віці до 18 років та 16,7 % осіб у віці 65 років та старших.
Цивільне працевлаштоване населення становило 41 287 осіб. Основні галузі зайнятості: освіта, охорона здоров'я та соціальна допомога — 22,9 %, роздрібна торгівля — 11,2 %, науковці, спеціалісти, менеджери — 10,6 %, мистецтво, розваги та відпочинок — 10,2 %.